# フレディ・セラーノ
フレディ・セラーノ（Fredy Serrano、1979年9月22日 - ）は、コロンビアのレスリング選手、総合格闘家。クンディナマルカ県ボゴタ出身。オクタゴンMMAコロンビア所属。

## 来歴
11歳からレスリングを始め、2007年にはパンアメリカン競技大会フリースタイル55kg級で銅メダルを獲得した。
2008年8月、北京オリンピックフリースタイル55kg級に出場し、2回戦で敗退した。
ブラジリアン柔術を学び、2013年に34歳で総合格闘技デビュー。

### TUF
2014年5月、リアリティ番組「The Ultimate Fighter」のLatin Americaに参加。ファブリシオ・ヴェウドゥム率いるチーム・ヴェウドゥムに所属。バンタム級トーナメント1回戦でアレハンドロ・ペレスと対戦し、0-3の判定負けで敗退した。

### UFC
2015年3月21日、UFC初参戦となったUFC Fight Night: Maia vs. LaFlareでベントレー・サイラーと対戦し、右アッパーでKO勝ち。パフォーマンス・オブ・ザ・ナイトを受賞した。
2017年、2連敗でUFCからリリースされた。

## 戦績
| 総合格闘技 戦績 | 総合格闘技 戦績 | 総合格闘技 戦績 | 総合格闘技 戦績 | 総合格闘技 戦績 | 総合格闘技 戦績 | 総合格闘技 戦績 |
| --------------- | --------------- | --------------- | --------------- | --------------- | --------------- | --------------- |
| 5 試合          | (T)KO           | 一本            | 判定            | その他          | 引き分け        | 無効試合        |
| 3 勝            | 2               | 0               | 0               | 1               | 0               | 0               |
| 2 敗            | 0               | 0               | 2               | 0               | 0               | 0               |

| 勝敗 | 対戦相手             | 試合結果                  | 大会名                                  | 開催年月日     |
| ×    | ヘクター・サンドバル | 5分3R終了 判定0-3         | UFC on FOX 22: VanZant vs. Waterson     | 2016年12月17日 |
| ×    | ライアン・ブノワ     | 5分3R終了 判定1-2         | UFC 201: Lawler vs. Woodley             | 2016年7月30日  |
| ○    | ヤオ・ジークイ       | 1R 0:44 TKO（右腕の負傷） | UFC Fight Night: Henderson vs. Masvidal | 2015年11月28日 |
| ○    | ベントレー・サイラー | 3R 1:34 KO（右アッパー）  | UFC Fight Night: Maia vs. LaFlare       | 2015年3月21日  |
| ○    | アンドレス・アヤラ   | -                         | Striker Fighting Championship 5         | 2013年2月23日  |

## 獲得タイトル
- パンアメリカン競技大会 レスリング 男子フリースタイル55kg級 3位（2007年）

## 表彰
- ブラジリアン柔術 青帯
- UFC パフォーマンス・オブ・ザ・ナイト（1回）